# Prvosenky
Kniha Prvosenky je básnickou sbírkou soboteckého básníka Václava Šolce. Poprvé vyšla roku 1868 a podruhé, v rozšířené podobě, roku 1872. Sbírka se jeví jako most na drahách české poezie od májovců k ruchovcům a lumírovcům. Sklidila veliký úspěch mezi čtenáři. Prvnímu vydání dal konečnou tvář vychovatel v Kounicově rodině F. Schulz. Druhé vydání, které zahrnuje celé Šolcovo životní dílo a vývoj, uspořádali jeho přátelé Dürich a Čapek.
Zdeněk Pešat sbírku zhodnotil slovy: „Proměny jsou nejpatrnější v oblasti politické a vlastenecké poezie, která od všeobecného vlasteneckého horování ještě obrozeneckého typu směřuje k historické epice a politické lyrice zkonkrétňující a zreálňující obraz sociální diferenciace společnosti v minulosti i v přítomnosti. Tak Šolc postupně dochází až ke zdůraznění společensky vzdorných, revoltních gest a k apoteóze dělnické práce jako základu lidské společnosti.“

## Kompoziční výstavba
Sbírka je rozdělena do tří hlavních oddílů. Úvodní báseň sbírky Primula veris neboli prvosenka jarní má formu gazelu. Tato báseň oslavuje jaro, znovuzrození přírody, života, lásky, ale především se jedná o alegorii, kdy jaro představuje český národ, který se probouzí z vlivu Bachova absolutismu a začíná znovu být politicky a kulturně aktivní. V prvním oddílu nalezneme pouze epické básně bez ohledu na jejich tematiku. Tento oddíl je nazván Zpěvy epické a obsahuje 35 básní. Druhý oddíl se nazývá Zpěvy svatováclavské a obsahuje 13 básní politické a vlastenecké lyriky a ve třetím oddílu nazvaném Zpěvy různé nalezneme vše ostatní např. cykly intimní milostné lyriky, přírodní lyriky nebo vlasteneckou lyriku, kde vystupuje proti nepřátelům vnějším i vnitřním. Poslední básní, kterou tuto sbírku Šolc uzavírá, je Věštba Sibyllina. Ve druhém vydání je přidán ještě dodatek, kde je dalších devět Šolcových básní. Šolc v této sbírce uctívá trojnásobný symbol – vzkříšení jara, obrození národa a věčnost poezie. Ve sbírce můžeme vypozorovat druhovou, tematickou a žánrovou rozmanitost.

## Jazykové a básnické prostředky
„Svůj verš přeplňuje básnickou obrazností; převažují v ní přirovnání…“ Využívá neologismů, též má zálibu ve složených adjektivech (např.: hrobopádná tíže). Hromadí předložky (např.: ve krvavém bojův ve plameni) a štědře využívá inverzi slovosledu. Upomíná na minulost Čechů i lidstva. Často využívá symbolu kříže a ukřižování, vlastenecké prvky a historické náměty. Ve svých básních se zabývá myšlenkou slovanské vzájemnosti (např.: Polskému národu, Slávy děti, Nad Balkánem).

## Dědovy vrásky
První básní sbírky je rozsáhlá poema Dědovy vrásky. „Tento příběh sedláka-svobodníka, který se zastane starce, ztýraného surovým správcem při robotování na panských polích, a jemuž se pak vrchnost celý život mstí, připravuje ho o vše, co miloval, snaží se ho zotročit a zničit, je jedním z vrcholů Šolcova díla.“ Šolc líčí obraz utrpení i odboje selského lidu, chce zdůraznit, že žádná velmoc nezotročí duši českého národa. Jazyk je hovorový. Protože se jedná o velice rozsáhlou epickou báseň, která obsahuje 32 strof, střídá se několik druhů rýmů – sdružený a obkročný. Velice často v básni nalezneme přesah, metafory, neologismy, inverzi slovosledu, biblická přirovnání.